# Johann Hugo II. von Hagen

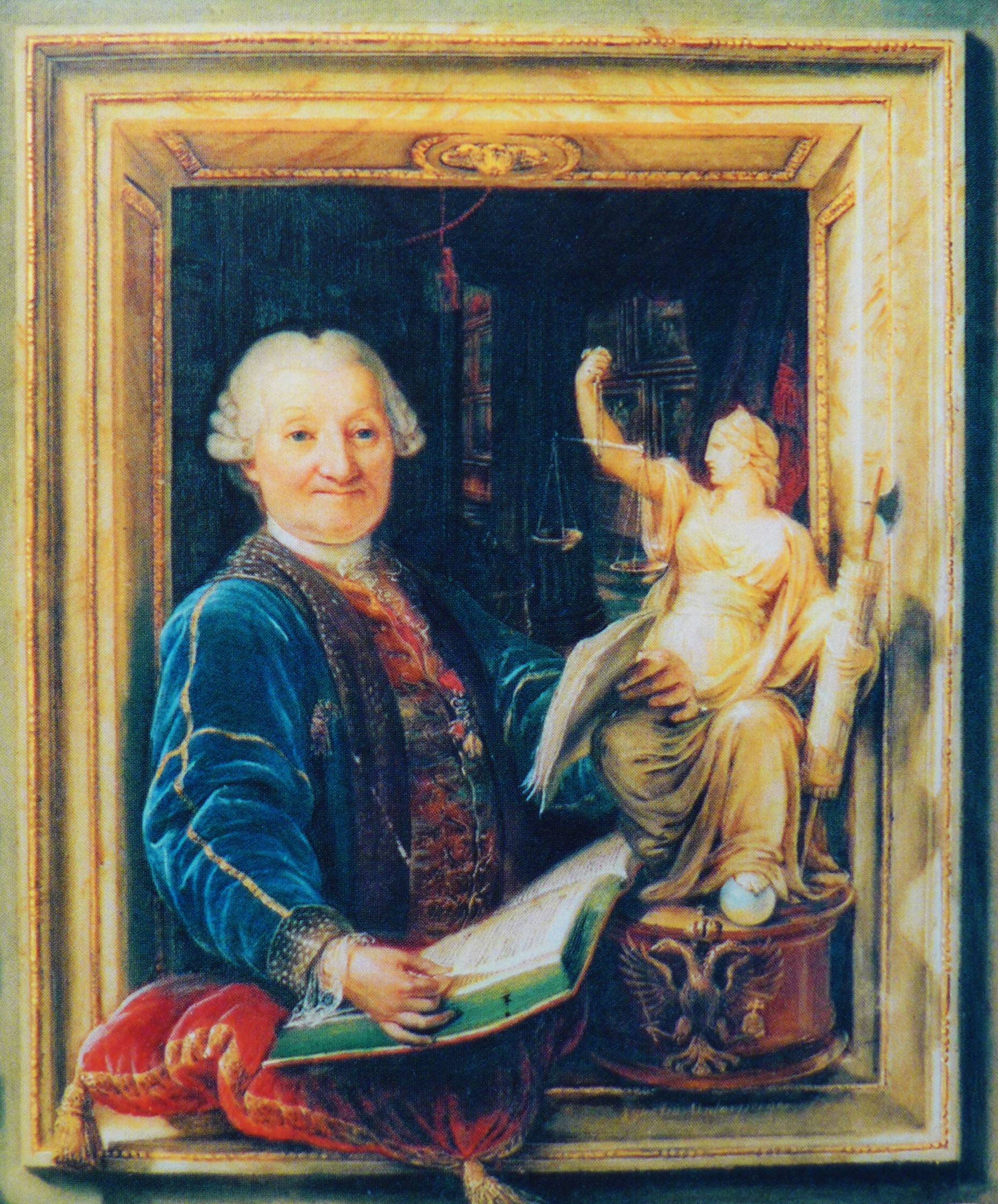
Johann Hugo II. Reichsfreiherr von Hagen, Herr zur Motten, Büschfeld, Düppenweiler, Nalbach, Hüttersdorf etc., Kaiserlich-königlicher Kammerherr, Wirklicher Geheimer Rat, Ritter des Goldenen Vlieses, Reichskonferenzminister und Kaiserlicher Reichshofratspräsident (Gemälde in Privatbesitz)

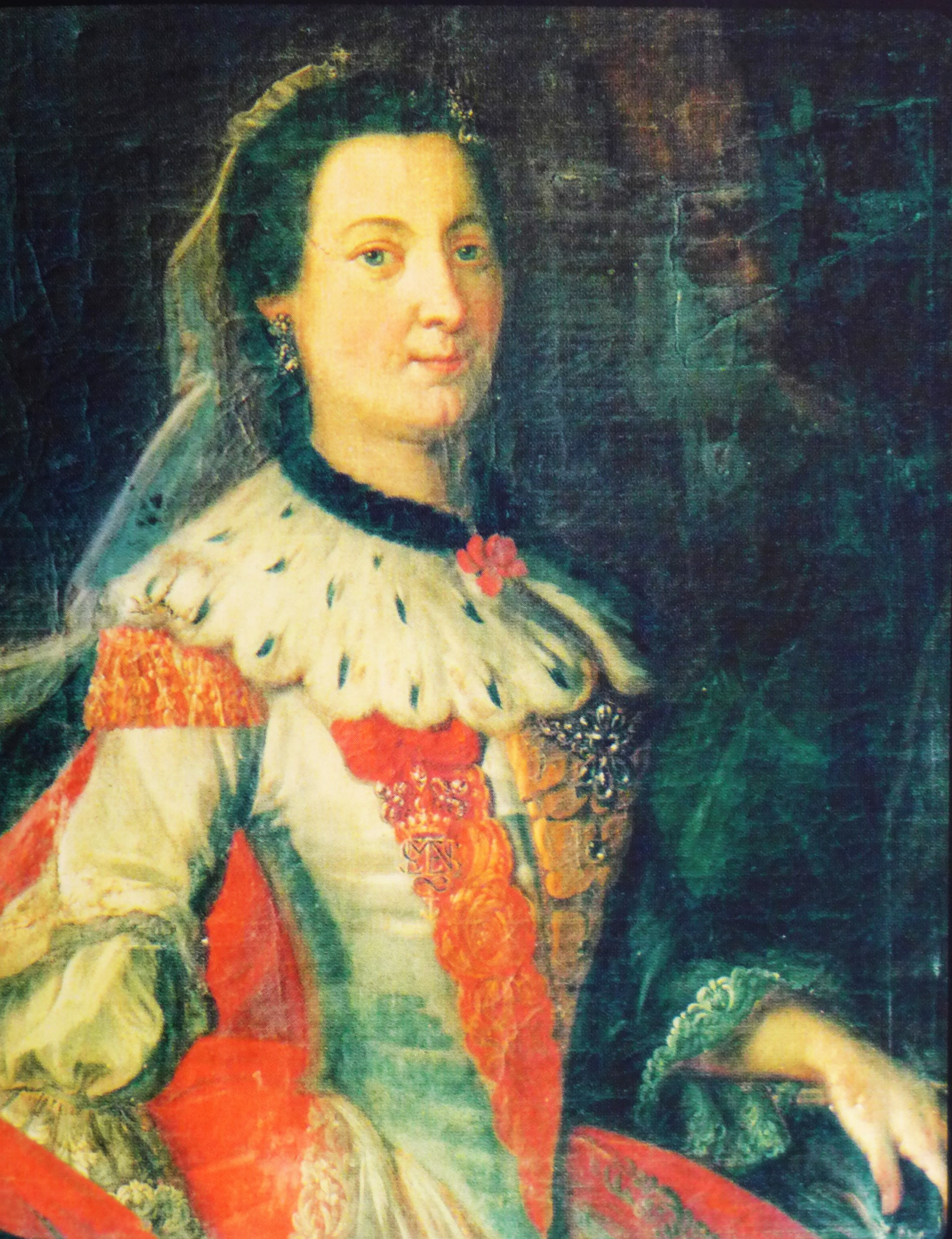
Anna Maria Charlotte von Hagen (1721–1811), Stiftsdame des St. Maria- und St. Clemens-Stiftes zu Schwarzrheindorf, Schwester Johann Hugos, Gemälde aus dem Jahr 1751 (Privatbesitz)

Johann Hugo II. Reichsfreiherr von Hagen zur Motten (* 10. Juli 1707 in Koblenz; † 24. November 1791 in Wien) war kaiserlicher Reichshofratspräsident (1778–1791) und österreichischer Reichskonferenzminister.

## Leben

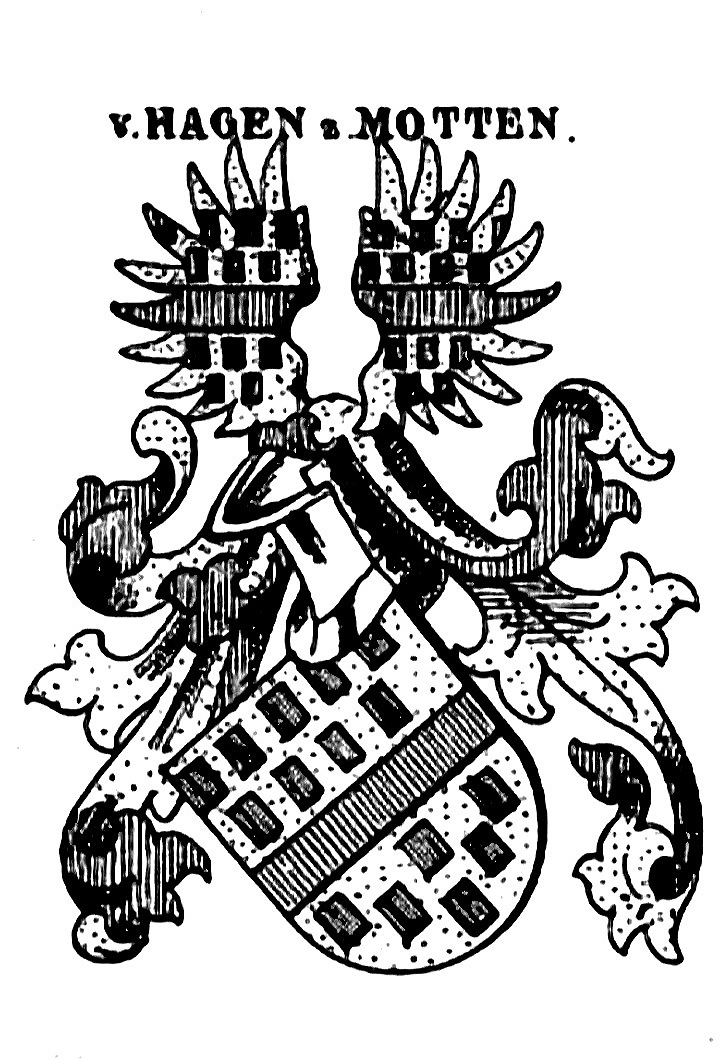
Familienwappen derer von Hagen zur Motten

Johann Hugo II. von Hagen zur Motten war das erstgeborene Kind von Johann Wilhelm Ludwig von Hagen (1673–1750, Linie Motten-Büschfeld) und dessen Ehefrau Maria Anna Charlotte von Eltz-Rottendorf (1684–1753). Johann Hugo wurde am 10. Juli 1707 in Koblenz, dem damaligen Dienstsitz seines Vaters geboren. Seine Kindheit verbrachte er vermutlich im neuerbauten Familiensitz bei Lebach, dem Schloss La Motte. Das barocke Familienschloss La Motte des Freiherrn Johann Wilhelm Ludwig von Hagen zur Motten war an der Stelle der alten Burg Motten, die seit 1300 Stammsitz des Geschlechtes gewesen war, in den Jahren 1707 bis 1711 erbaut. Der Bruder des Bauherrn, Johann Hugo I. von Hagen (1678–1735), Domherr zu Eichstätt, hatte die eigentliche Bauleitung innegehabt. Als Jugendlicher kam Johann Hugo bereits an den Wiener Kaiserhof Karls VI. Hier erhielt er eine Ausbildung als Edelknabe. Die Vermittlung an diese Position erfolgte vermutlich durch seinen Vater Johann Wilhelm Ludwig, der als Reichshofrat amtierte.
Johann Hugo studierte die Fächer Philosophie und Jura an verschiedenen Universitäten, unter anderen in Leipzig, wo er 1735 eingeschrieben war. Im selben Jahr, Johann Hugo war erst 28 Jahre alt, ernannte ihn Kaiser Karl VI. am 16. Oktober 1735 zum Reichshofrat. In der Ernennungsurkunde werden als seine Qualifikations-Charakteristika „Fleiß“, „Eifer“ und „stattliche Vernunft“ genannt. Als erste Station seines Amtes erfolgte eine Ausbildung am Reichskammergericht in Wetzlar, wo Johann Hugo bis zum Jahr 1739 blieb. Während dieser Zeit veröffentlichte er das juristische Werk „Decisium Imperatorum Syntagma“. Die offizielle Einführung in den Reichshofrat erfolgte am 7. Januar 1740 in der Wiener Hofburg. Bereits seit dem 20. Februar 1736 war Johann Hugo „Kaiserlicher Kammerherr“ und er erhielt nach dem Eintritt in den Reichshofrat auch den „Goldenen Kammerschlüssel“. Er war neben zahlreichen juristischen Amtsgeschäften maßgeblich an der Erstellung und Ausarbeitung einer Verfassung für das Großherzogtum Toskana und an der dortigen Verwaltungsreform beteiligt. Nach der Kaiserwahl Franz I. Stephans im Jahr 1745 wurde Johann Hugo als Reichshofrat bestätigt und als Gesandter nach Mainz berufen. Am 29. Juli 1754 ernannte ihn der Kaiser zum Reichshofratsvizepräsidenten. In seiner Ernennungsurkunde werden als ausgeprägte Eigenschaften Vernunft, Gerechtigkeitssinn, Geschick, Treue sowie Milde genannt. Das Verhältnis zum Reichshofratspräsidenten Ferdinand Bonaventura II. von Harrach (Amtszeit 1751–1778) gestaltete sich als schwierig. Kaiser Joseph II. bestätigte Johann Hugo nach seiner Krönung im März 1766 am 5. April 1766 in seinem Amt. Nach dem Tod seines Amtsvorgängers Harrach im Jahr 1778 wurde Johann Hugo von Hagen dessen Nachfolger im Amt des Reichshofratspräsidenten. Am 7. Januar 1790 feierte Johann Hugo von Hagen sein goldenes Amtsjubiläum, wozu ihn Kaiser Joseph II. beglückwünschte. Kaiser Leopold II. bestätigte am 12. Oktober 1790 anlässlich seiner Krönung den nunmehr über achtzigjährigen Johann Hugo von Hagen nochmals in seinem Amt und zeichnete ihn am 4. Dezember 1790 in der Hofburg im Rahmen einer Ehrenfeier mit dem Orden vom Goldenen Vlies aus.
Mit seinem Tod durch Schlaganfall in der Nacht vom 23. auf den 24. November 1791 erlosch das Geschlecht der Familie von Hagen zur Motten im männlichen Hauptstamm. Das Requiem fand bereits am 24. November 1791 in der Wiener Peterskirche statt. Der Leichnam Johann Hugos von Hagen wurde daraufhin nach Mariazell verbracht, wo er in der Antoniuskapelle der dortigen Basilika bestattet wurde.
Die Grabinschrift lautet:

„Johann Hugo von Hagen, Reichsfreiherr, Herr zur Motten, Büschfeld, Düppenweiler und Nalbacher Tal, durch 57 Jahre kaiserlicher Hofrat, Vizepräsident und Präsident vier verstorbener Kaiser gleichwert und angenehm, geheimer Rat, Ritter des Goldenen Vlieses, ein Mann nach alter Art, in höchster Ehrfurcht gegen Gott und der Verehrung gegen seine Heiligen, in seinen religiösen Grundsätzen, in seiner Treue und seiner Sittlichkeit ein strenger Verteidiger der Gesetze und der Wahrheit, ein besonderer Freund der Künste und Wissenschaft, lieb seinen Freunden, ehrwürdig allen. Geboren zu Koblenz am 10. Juli 1707, gestorben zu Wien, den 24. November 1791 im 85. Jahres seines Alters, wollte hier beerdigt sein. Dem besten Bruder setzte dieses Grabmal die dem freien und adeligen Kanonissen-Kollegium zu Rheindorf zugehörige Schwester Maria Anna von Hagen.“

Nach seinem Tod wurde ein Besitzinventar seines Hauses „Unter Tuchlaub“ in der damals zu den vornehmsten Straßen der Stadt gezählten Straße Tuchlauben erstellt, das Zeugnis von einer umfangreichen Bibliothek und einer Gemäldesammlung von Werken berühmter Meister (z. B. Caravaggio, Mantegna, Salvator Rosa) gibt. Johann Hugo unterhielt zwar Freundschaften zu hochgestellten Persönlichkeiten der höfischen Gesellschaft, lebte allerdings eher zurückgezogen. Die Verwaltung seiner saarländischen Heimatgüter, zum Beispiel des Düppenweiler Kupferbergwerkes, versah er von Wien aus. Seine Heimat im Saarland besuchte er aufgrund der weiten Entfernung zu Wien nur gelegentlich; zuletzt im September 1790. Als Patronatsherr von Hüttersdorf beschenkte er die dortige Pfarrei mit einem Priestergewand des Beichtvaters von Kaiserin Maria Theresia. Er unterhielt eine Art Privatbank, die an Privatpersonen und staatliche Institutionen umfangreiche Kredite vergab. Johann Hugo war unverheiratet. Als Universalerbe war sein Neffe Karl von Gronsfeld (Sohn der Schwester Anna Bernardine) von ihm eingesetzt worden, da er seinen anderen Neffen Hugo Karl Kaspar Joseph von Zandt als charakterlich unzulänglich einstufte. Durch die Wirren der Französischen Revolution wurden die Erbstreitigkeiten mit der französischen Linie der Dynastie Hagen bis in das 19. Jahrhundert gerichtlich weitergeführt. Seine Bibliothek und seine Gemäldesammlung wurden durch die Erbstreitigkeiten in alle Winde zerstreut.